# Luis Corvalán
Luis Alberto Corvalán Lepe (ur. 14 września 1916 w Puerto Montt, zm. 21 lipca 2010 w Santiago) – chilijski polityk, sekretarz generalny Komunistycznej Partii Chile (1958–1989), więzień polityczny, w 1976 uwolniony i wymieniony na Władimira Bukowskiego. Pochodził z rodziny inteligencko-chłopskiej, jego ojciec był nauczycielem. Ukończył seminarium nauczycielskie w Chillán.

## Działalność polityczna
W 1932, podczas nauki w seminarium, wstąpił do partii komunistycznej. Po ukończeniu nauki pracował w wyuczonej specjalności ponad rok, po czym został zwolniony z powodów politycznych.
W drugiej połowie 1930 roku pracował w Lidze Młodzieży Komunistycznej, a następnie został dziennikarzem partyjnym. Od 1940 pracował w głównym organie prasowym partii – gazecie „Siglo”. W 1946 został jej redaktorem naczelnym.
Od 1948 do 1958 partia komunistyczna była nielegalna. W tym okresie, od 1948 roku, Corvalán stał na czele wydziału propagandy Komitetu Centralnego, organizował druk nielegalnych materiałów partyjnych. W 1950 został aresztowany i skazany na kilkumiesięczną zsyłkę. Od 1952 był członkiem Komitetu Centralnego, a w latach 1956–1989 – członkiem Komisji Politycznej Komitetu Centralnego. W 1956 ponownie aresztowany i osadzony w obozie koncentracyjnym Pisagua. Od 1958 nieprzerwanie do 1989 był sekretarzem generalnym Komitetu Centralnego.

## Uwięzienie
Po zamachu stanu generała Augusto Pinochet 11 września 1973 Corvalán, podobnie jak wielu innych zwolenników Salvadora Allende, został uwięziony. Początkowo był przetrzymywany w izolacji, a następnie w obozach koncentracyjnych, w tym na wyspie Dawson. Po zabójstwie Victora Jary stał się najbardziej znanym chilijskim więźniem politycznym. W okresie uwięzienia w 1975 otrzymał Międzynarodową Leninowską Nagrodę Pokoju.

## Wymiana więźniów
Podczas prowadzenia przez Związek Radziecki międzynarodowej akcji na rzecz jego uwolnienia, w 1976 Andriej Sacharow zaproponował wymianę Corvalana na słynnego radzieckiego więźnia politycznego dysydenta Władimira Bukowskiego. Wymiana została przeprowadzona w przeddzień 70-lecia Leonida Breżniewa, co było komentowane jako prezent urodzinowy dla sekretarza generalnego KPZR. Po wymianie Corvalán otrzymał azyl polityczny w ZSRR. Zamieszkał w Moskwie w państwowym lokalu. Nie znał rosyjskiego i nie nauczył się go do końca pobytu, korzystał stale z towarzystwa służbowego tłumacza – ujawnił to w kilku wywiadach udzielonych prasie rosyjskiej po upadku ZSRR.
W sierpniu 1983 nielegalnie wrócił do Chile na mocy tajnego postanowienia Biura Politycznego KC KPZR. Przed powrotem poddał się trzem operacjom plastycznym twarzy przeprowadzonym w Centralnym Szpitalu Kremlowskim. Po otrzymaniu fałszywej tożsamości kolumbijskiego profesora drogą lotniczą poprzez Budapeszt dotarł do Buenos Aires, skąd drogą lądową nielegalnie przedostał się do Chile, gdzie ukrywał się przez sześć lat, do upadku dyktatury Pinocheta. W 1985 na krótko powrócił do Moskwy na leczenie.

## Ostatnie lata życia

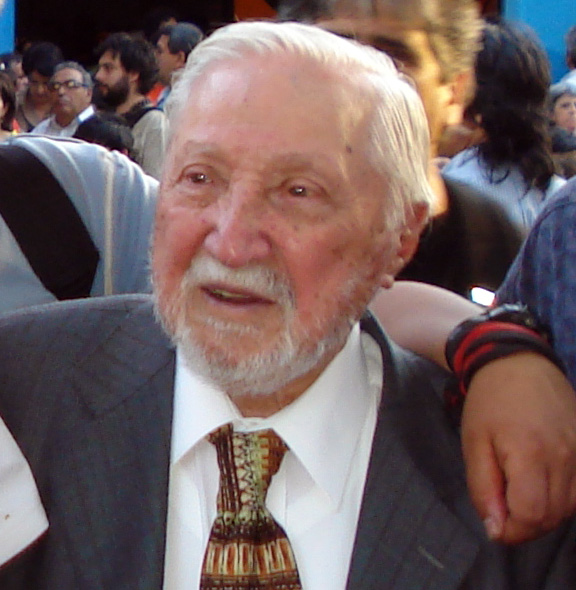
Luis Corvalan na wieczorze pamięci Victora Jary 2 grudnia 2009 (fragment większego zdjęcia)

Po przywróceniu w 1989 w Chile demokracji powrócił do kraju oficjalnie i pod prawdziwą tożsamością. W tym też roku ustąpił ze stanowiska sekretarza generalnego partii komunistycznej.
Mieszkał z rodziną w Santiago. Ściany jego mieszkania były ozdobione portretami i zdjęciami Che Guevary, Fidela Castro, klasyków marksizmu-leninizmu, a także współczesnych przywódców komunistycznych z epoki ideologicznej konfrontacji ZSRR i USA. W 1995 opublikował książkę „Upadek władzy radzieckiej”, w której rozpad ZSRR uznał za tragedię dla świata ruchu socjalistycznego.
Pomimo upadku ZSRR Corvalan trwał przy poglądach komunistycznych i walczył o socjalizm w Chile.

## Corvalán w literaturze i sztuce
- dedykowana Luisowi Corvalanowi piosenka zespołu Oktoberklub (NRD) „Was wollen wir trinken” („Za co będziemy pić?”) (1977)[6]
- piosenka grupy Jugo-Zapad Corvalan

## Corvalán w filatelistyce

Znaczek pocztowy NRD z 1973

W NRD w 1973 roku ukazał się znaczek pocztowy z nominałem 10+5 fenigów poświęcony Luisowi Corvalanowi. Znaczek przedstawia portret Corvalana na tle czerwonej flagi.